# Malmö
Malmö (danski: Malmø) grad je u Švedskoj.
Nalazi se na krajnjem jugu Švedske u provinciji Skåne. Sa svojih 272 000 stanovnika, treći je grad po broju stanovnika u Švedskoj. Osnovan je 1275. g. i bio je više stoljeća drugi grad po veličini u Danskoj kojoj je tada pripadao jug Švedske. Morski tjesnac Öresund (Danski Øresund) ga odvaja od Kopenhagena.

## Povijest
Malmö je 1275. osnovao nadbiskup grada Lunda. Sagradio je tvrđavu na obali tjesnaca Øresunda koja kontrolira plovidbu brodova kroz tjesnac i prema otoku Zelandu. Tada je južna Švedska pripadala Danskoj i Malmö je ubrzo postao drugi danski grad po veličini. Izvorno ime grada je bilo Malmhaug. Grad se razvijao zbog strateški značajnog položaja na morskom prolazu. 1434. je kralj Erik VII. Pomeranski sagradio tvrđavu Malmøhus, a 1437. je gradu dao službeni grb.
1527. je Malmö bio prvi grad u Skandinaviji koji je prihvatio reformaciju i u njoj je grad imao vrlo važnu ulogu. Gradonačelnik, Hans Mikkelsen, preveo je zajedno s Christiernom Pedersenom Novi zavjet na danski jezik, a svećenik Claus Mortensen Tøndebinder izdao je prvu dansku knjigu psalama, Malmø-Salmebogen.
U 17. st. su Danska i Švedska vodile rat za jug Skandinavije. 1658. je mirovnim sporazumom u Roskildeu Danska izgubila taj prostor koji je pripao Švedskoj. Malmö je pod švedskom vlašću stagnirao i gubio stanovništvo, posebno nakon epidemije kuge. 1677. su Danci napali Malmö i htjeli ga vratiti.
Malmö se počinje jače razvijati krajem 18. st. kad se gradi moderna luka. Sredinom 19. st. se gradi željeznica i počinje razvijati industrija, te grad brzo raste i postaje najvažniji centar južne Švedske. Početkom 20. st. grad i dalje brzo raste i ima jedno od najvećih brodogradilišta na svijetu. Krajem 20. st. grad počinje gubiti stanovništvo zbog gospodarskih poteškoća. 1992. je u gradu održano natjecanje za Pjesmu Eurovizije. 2000. je sagrađen most preko Øresunda koji je grad povezao s Kopenhagenom i to je zalog bržeg gospodarskog razvoja i stvaranja dansko-švedske gospodarske regije koja će obuhvaćati Kopenhagen i Malmö.

## Zemljopis
Malmö se nalazi na jugu Švedske, na obali morskog tjesnaca Øresunda koji prolazi između Skandinavskog poluotoka i danskog otoka Zelanda. Nasuprot Malmöa na Zelandu se nalazi Kopenhagen i on je s Malmöm povezan u dansko-švedsku metropolitansku regiju.
Reljef je nizinski. Klima je oceanska s malim godišnjim razlikama temperature. Temperature nisu pretjerano niske s obzirom na položaj na sjeveru.

## Znamenitosti
U Malmöu je 27. kolovoza 2005. otvoren Turning Torso, spektakularni vijugasti neboder, koji je sa svojih 190 metara visine, druga po visini stambena zgrada u Europi. Njegova silueta može se vidjeti s cijelog područja Öresunda.
U središtu grada postoje ostaci stare tvrđave Malmöhus koju je 1434. sagradio Erik VII. Pomeranski. Značajan je park Pildammsparken s jezerom. Malmömässan je značajan izložbeni i konferencijski centar s dvoranom u kojoj je održana Pjesma Eurovizije i održava se godišnji sajam.

## Gradovi pobratimi
1. Tallinn, Estonija
2. Szczecin, Poljska
3. Stralsund, Njemačka
4. Firenza, Italija
5. Vaasa, Finska
6. Varna, Bugarska
7. Tangshan, Kina
8. Port Adelaide, Australija

## Vanjske poveznice
- Malmö - Službena stranica grada
- Malmö festivalen  Arhivirana inačica izvorne stranice od 7. travnja 2005. (Wayback Machine)